# 阿梅斯蒂 (加利福尼亞州)
阿梅斯蒂（英語：Amesti）是位於美國加利福尼亞州聖塔克魯茲縣的一個人口普查指定地區。

## 地理
阿梅斯蒂的座標為36°57′33″N 121°46′56″W / 36.95917°N 121.78222°W，而該地最高點為海拔高度45米（即148英尺）。

## 人口
根據2010年美國人口普查的數據，阿梅斯蒂的面積為7.91平方千米，當中陸地面積為7.73平方千米，而水域面積為0.18平方千米。當地共有人口3478人，而人口密度為每平方千米439人。